# Bạch tạng
Bạch tạng là tình trạng thiếu hắc tố bẩm sinh ở động vật và thực vật, khiến lông mao, lông vũ, vảy và da có màu trắng, cũng như khiến mắt có màu hồng hoặc xanh. Bạch tạng có thể làm giảm khả năng sinh tồn của động vật; ví dụ, cá sấu mõm ngắn bạch tạng có thể chỉ có tuổi thọ trung bình là 24 giờ do không được bảo vệ khỏi tia cực tím và không thể nguỵ trang để tránh kẻ săn mồi.
Ở thực vật, bạch tạng có đặc trưng là sự thiếu một phần hoặc toàn bộ sắc tố chlorophyll và gây ảnh hưởng đến quang hợp, từ đó có thể làm giảm khả năng sinh tồn. Một số loài thực vật có hoa hoặc các bộ phận khác màu trắng mặc dù không hoàn toàn thiếu chlorophyll.